# Billeasing
Billeasing är en form av långtidshyra av bilar. Den som finansierar bilköpet sk. leasegivaren, köper bilen och upplåter den till företaget med full nyttjanderätt. Företaget väljer själv bil och förhandlar själv med bilhandlaren. 
Företaget behöver inte ställa upp med någon säkerhet utan leasinggivaren har bilens värde som säkerhet.
Leasingavgiften betalas månadsvis i förskott och är normalt en annuitet bestående av amortering och ränta. Det innebär att företaget betalar lika stora hyror under hela avtalstiden. 
Efter avtalstidens slut finns ett restvärde på den leasade bilen. Restvärdet ska spegla ett marknadsvärde på bilen vid leasingavtalets slut.
Den huvudsakliga fördelen med billeasing i Sverige är att momsen på hyran gällande personbilsregistrerade fordon kan dras av på skatten till 50 %.